# Kanton La Teste-de-Buch
La Teste-de-Buch is een kanton van het Franse departement Gironde. Het kanton maakt sinds januari 2007 deel uit van het arrondissement Arcachon, daarvoor behoorde het tot het arrondissement Bordeaux.

## Gemeenten
Het kanton La Teste-de-Buch omvatte tot 2014 de volgende 3 gemeenten:
- Gujan-Mestras
- Le Teich
- La Teste-de-Buch (hoofdplaats)

Na de herindeling van de kantons bij decreet van 20 februari 2014, met uitwerking op 20 maart 2015, omvat het kanton de volgende gemeenten:
- Arcachon
- La Teste-de-Buch (hoofdplaats)